# Урняк (Оренбургская область)
Урняк — поселок в Шарлыкском районе Оренбургской области в составе Новомусинского сельсовета.

## География
Находится на расстоянии примерно 16 километров на запад по прямой от районного центра села  Шарлык.

## Население
Население составляло 190 человек в 2002 году (татары 98%),  170 по переписи 2010 года.